# USA's delstatsflag
USA's delstatsflag afspejler design og udformning en bred vifte af regional indflydelse og lokal historie for de forskellige delstater.
De nyere delstatsflag stammer fra 1890'erne i forbindelse med delstaternes ønske om at fremvise markante og karakteristiske symboler ved udstillingen World's Columbian Exposition 1893 i Chicago. De fleste delstatsflag blev udformet og taget i brug i perioden fra 1893 til 1. verdenskrig.

## Indflydelse på design af delstatsflag
Nogle delstatsflag stammer fra eller hentyder til militærfaner, der blev brugt under uafhængighedskrigen eller borgerkrigen. Andre flag hentyder til Amerikas Konfødererede Stater, for eksempel Georgias flag. Atter andre flag stammer fra delstaternes fortid som selvstændige republikker eller erindrer om koloniherrer. En del flag hentyder til delstaternes segl, eller geografi.

## Nuværende delstatsflag
Årene i parentes er årene for flagenes indførelse.
| Alabamas flag(1895)  |
| Alabamas flag (1895) |

| Alaskas flag(1927)  |
| Alaskas flag (1927) |

| Arizonas flag(1917)  |
| Arizonas flag (1917) |

| Arkansas' flag(1924)  |
| Arkansas' flag (1924) |

| Californiens flag(1911)  |
| Californiens flag (1911) |

| Colorados flag(1911)  |
| Colorados flag (1911) |

| Connecticuts flag (1897) |
| Connecticuts flag (1897) |

| Delawares flag (1913) |
| Delawares flag (1913) |

| Floridas flag (1900) |
| Floridas flag (1900) |

| Georgias flag (2003) |
| Georgias flag (2003) |

| Hawaiis flag (1845) |
| Hawaiis flag (1845) |

| Idahos flag (1957) |
| Idahos flag (1957) |

| Illinois' flag (1969) |
| Illinois' flag (1969) |

| Indianas flag (1917) |
| Indianas flag (1917) |

| Iowas flag (1921) |
| Iowas flag (1921) |

| Kansas' flag (1961) |
| Kansas' flag (1961) |

| Kentuckys flag (1928) |
| Kentuckys flag (1928) |

| Louisianas flag (2006) |
| Louisianas flag (2006) |

| Maines flag (1909) |
| Maines flag (1909) |

| Marylands flag (1904) |
| Marylands flag (1904) |

| Massachusetts' flag (1971) |
| Massachusetts' flag (1971) |

| Michigans flag (1911) |
| Michigans flag (1911) |

| Minnesotas flag (2024) |
| Minnesotas flag (2024) |

| Mississippis flag (2020) |
| Mississippis flag (2020) |

| Missouris flag (1913) |
| Missouris flag (1913) |

| Montanas flag (1981) |
| Montanas flag (1981) |

| Nebraskas flag (1963) |
| Nebraskas flag (1963) |

| Nevadas flag (1991) |
| Nevadas flag (1991) |

| New Hampshires flag (1931) |
| New Hampshires flag (1931) |

| New Jerseys flag (1896) |
| New Jerseys flag (1896) |

| New Mexicos flag (1920) |
| New Mexicos flag (1920) |

| New Yorks flag (1901) |
| New Yorks flag (1901) |

| North Carolinas flag (1885) |
| North Carolinas flag (1885) |

| North Dakotas flag (1943) |
| North Dakotas flag (1943) |

| Ohios flag (1902) |
| Ohios flag (1902) |

| Oklahomas flag (1925, standardiseret 2006) |
| Oklahomas flag (1925, standardiseret 2006) |

| Oregons flag (forside)(1925)  |
| Oregons flag (forside) (1925) |

| Oregons flag (bagside) |
| Oregons flag (bagside) |

| Pennsylvanias flag(1907)  |
| Pennsylvanias flag (1907) |

| Rhode Islands flag(1640, formelt 1897)  |
| Rhode Islands flag (1640, formelt 1897) |

| South Carolinas flag (1861) |
| South Carolinas flag (1861) |

| South Dakotas flag (1992) |
| South Dakotas flag (1992) |

| Tennessees flag (1905) |
| Tennessees flag (1905) |

| Texas' flag (1839) |
| Texas' flag (1839) |

| Utahs flag (2024) |
| Utahs flag (2024) |

| Vermonts flag (1923) |
| Vermonts flag (1923) |

| Virginias flag (1861) |
| Virginias flag (1861) |

| Washingtons flag (1923) |
| Washingtons flag (1923) |

| West Virginias flag (1929) |
| West Virginias flag (1929) |

| Wisconsins flag (1979) |
| Wisconsins flag (1979) |

| Wyomings flag (1917) |
| Wyomings flag (1917) |

## Det føderale distrikts flag
| Washington, D.C.s flag (1938) |
| Washington, D.C.s flag (1938) |

## Territorieflag
| Amerikansk Samoas flag (1960) |
| Amerikansk Samoas flag (1960) |

| Amerikanske Jomfruøers flag (1921) |
| Amerikanske Jomfruøers flag (1921) |

| Guams flag (1948) |
| Guams flag (1948) |

| Nordmarianernes flag (1985) |
| Nordmarianernes flag (1985) |

| Puerto Ricos flag (1952) |
| Puerto Ricos flag (1952) |

## Delstatsflag til søs
Maine og Massachusetts har et flag til brug på havet, der er anderledes end deres almindelige delstatsflag.
| Massachusetts flådes og maritime flag(1971)  |
| Massachusetts flådes og maritime flag (1971) |

| Maines købmands- og marineflag(1939)  |
| Maines købmands- og marineflag (1939) |

## Historiske delstatsflag

### Borgerkrigen
| Alabamas flag(1861–1865, forside)  |
| Alabamas flag (1861–1865, forside) |

| Alabamas flag(1861–1865, bagside)  |
| Alabamas flag (1861–1865, bagside) |

| Floridas flag(1861, uofficiel)  |
| Floridas flag (1861, uofficiel) |

| Mississippis flag(1861–1865)  |
| Mississippis flag (1861–1865) |

| North Carolinas flag(1861–1885)  |
| North Carolinas flag (1861–1885) |

| South Carolinas flag (1861–) |
| South Carolinas flag (1861–) |

### Tidligere delstatsflag
| Arkansas' flag(1913)  |
| Arkansas' flag (1913) |

| Arkansas' flag(1923)  |
| Arkansas' flag (1923) |

| Floridas flag(1868–1900)  |
| Floridas flag (1868–1900) |

| Georgias flag(uofficiel, før 1879)  |
| Georgias flag (uofficiel, før 1879) |

| Georgias flag(1879–1902)  |
| Georgias flag (1879–1902) |

| Georgias flag(1902–1906)  |
| Georgias flag (1902–1906) |

| Georgias flag(1906–1920)  |
| Georgias flag (1906–1920) |

| Georgias flag(1920–1956)  |
| Georgias flag (1920–1956) |

| Georgias flag(1956–2001)  |
| Georgias flag (1956–2001) |

| Georgias flag(2001–2003)  |
| Georgias flag (2001–2003) |

| Louisianas flag(januar 1861, uofficiel)  |
| Louisianas flag (januar 1861, uofficiel) |

| Louisianas flag(februar 1861–1912)  |
| Louisianas flag (februar 1861–1912) |

| Massachusetts flag(før 1971, bagside)  |
| Massachusetts flag (før 1971, bagside) |

| Maines flag(1901)  |
| Maines flag (1901) |

| Minnesotas flag(1957–1983)  |
| Minnesotas flag (1957–1983) |

| Minnesotas flag(1983–2024)  |
| Minnesotas flag (1983–2024) |

| Nevadas flag(1905)  |
| Nevadas flag (1905) |

| Oklahomas flag(1911–1925)  |
| Oklahomas flag (1911–1925) |

| South Carolinas flag(1775–1861)  |
| South Carolinas flag (1775–1861) |

| South Dakotas flag(1909-1963)  |
| South Dakotas flag (1909-1963) |

| South Dakotas flag(1963-1992)  |
| South Dakotas flag (1963-1992) |

| Utahs flag(indtil 2024)  |
| Utahs flag (indtil 2024) |

| Republikken Vermonts og Vermonts flag(1770'erne–1804)  |
| Republikken Vermonts og Vermonts flag (1770'erne–1804) |

| Vermonts flag(1804–1837)  |
| Vermonts flag (1804–1837) |

| Vermonts flag(1837–1923)  |
| Vermonts flag (1837–1923) |

### Texasrevolutionen
| Texas' og Republikken Texas' flag (1836–1839) |
| Texas' og Republikken Texas' flag (1836–1839) |

| Come and Take It-flag (Slaget ved Gonzales) |
| Come and Take It-flag (Slaget ved Gonzales) |

### Andre
| Republikken West Floridas flag(1810)  |
| Republikken West Floridas flag (1810) |

| Republikken Californiens flag(1846)  |
| Republikken Californiens flag (1846) |

| Californias Lone Star Flag(1836)  |
| Californias Lone Star Flag (1836) |

## Fodnoter
1. 1 2 3  "State Flag of Alabama". Alabama Emblems, Symbols and Honors. Alabama Department of Archives & History. 2006-04-27. Arkiveret fra originalen 24. december 2018. Hentet 2007-03-18.
2. "Official State Symbols of North Carolina". North Carolina State Library. State of North Carolina. Arkiveret fra originalen 6. februar 2008. Hentet 2008-01-26.
3. ↑  "Official State Symbols of North Carolina". North Carolina State Library. State of North Carolina. Arkiveret fra originalen 6. februar 2008. Hentet 2008-01-26.
4. Text states that Oregon adopted its flag in 1925
5. ↑  Text states that Oregon adopted its flag in 1925
6. Utah State Symbols - State Flag and Seal Arkiveret 10. november 2012 hos  Wayback Machine from pioneer.utah.gov "Pioneer - Utah's Online Library" page. Retrieved on 2008-09-08
7. ↑  Utah State Symbols - State Flag and Seal Arkiveret 10. november 2012 hos  Wayback Machine from pioneer.utah.gov "Pioneer - Utah's Online Library" page. Retrieved on 2008-09-08
8. "Symbols of Washington State". Washington State Legislature. Arkiveret fra originalen 5. marts 2007. Hentet 2007-03-11.
9. ↑  "Symbols of Washington State". Washington State Legislature. Arkiveret fra originalen 5. marts 2007. Hentet 2007-03-11.
10. Selvom dette flag blev officielt indført i 1861 er der ingen tegn på at det i praksis blev brugt til 1912. I 1912 blev det blå pelikanflag officielt indført efter næsten 100 års uofficielt brug.
11. ↑  Selvom dette flag blev officielt indført i 1861 er der ingen tegn på at det i praksis blev brugt til 1912. I 1912 blev det blå pelikanflag officielt indført efter næsten 100 års uofficielt brug.